# Gene Summers
Pour les articles homonymes, voir Summers.
Gene Summers, né David Eugene Summers à Dallas le 3 janvier 1939 et mort le 17 février 2021, est un chanteur et compositeur américain de rock 'n' roll et rockabilly.
C'est une figure mythique qui a joué un rôle clé dans le développement précoce de rockabilly musique, notamment avec son groupe The Rebels (en). Summers a célébré son 50e anniversaire en tant qu'artiste en 2008 avec la sortie d'un nouvel album studio, Reminisce Café et s'est produit régulièrement en tournée en Angleterre et en Scandinavie.

## Biographie
Certains des enregistrements les plus célèbres de Gene Summers sont School of Rock 'n Roll (en), Straight Skirt, Nervous, Twixteen, Gotta Lotta That, Alabama Shake et Fancy Dan. En 2006, School Of Rock 'n Roll a été sélectionné par Bob Solly et Record Collector Magazine comme l'un des 100 plus grands disques de rock. Solly a écrit: "Si vous ne devez amener qu'un disque de rock sur une île déserte, ce sera celui-là". School Of Rock 'n Roll a également été présenté par Bob Dylan dans son émission de radio Theme Time Radio Hour, et il est également présent dans la série télévisée britannique You've Been Framed.  Son disque de 1964 Alabama Shake était également dans la série suédoise 100 höjdare. En 1964, Summers réalise ses meilleures ventes avec le disque Big Blue Diamonds sur Jamie Records.
Depuis 1980, Summers a sillonné la France de nombreuses fois et est apparu en 1981 dans le programme télévisé Le Grand Échiquier avec Jacques Dutronc. En 1981, Gene Summers a été l'une des vedettes du 1er Festival International de Rockabilly-Rock 'n Roll qui a également présenté  Jack Scott, Sonny Fisher, Memphis Rockabilly Band, Billy Hancock, Tex Rubinowitz, Dave Travis, Chris Evans, Victor Leed, Alligators, Crazy Cavan, Freddie Fingers Lee et Jezebel Rock.

## Discographie

### 33 tours et CD
- Rock 'n Roll Volume 2. 1973, Holland
- The Southern Cat Rocks On 1975, Switzerland
- Mister Rock and Roll 1977, Switzerland
- Rock a Boogie Shake 1980, Sweden
- Early Rocking Recordings 1981, Holland
- Texas Rock and Roll 1981, France
- Gene Summers In Nashville 1981, France
- Dance Dance Dance 1981, England
- Rock 'n Roll Tour - "Live" In Scandinavia 1983
- School Of Rock 'n Roll (album) 1994, Holland
- Sounds Like Elvis CD 1996 (compilation), USA
- The Ultimate School of Rock & Roll 1997, USA
- Rockaboogie Shake 1999, England
- Do Right Daddy 2004, Sweden
- Reminisce Cafe 2008, USA
- Taboo! - Flip Sides And Other Rarities 2011, USA
- Gotta Lotta That: The Essential Gene Summers 2012, USA
- Rock-A- Dallas 2016, USA
- Country Song Roundup 2018, USA

## Reprises
De nombreuses chansons popularisées par Gene Summers ont été reprises par d'autres artistes. Citons principalement :
- Alabama Shake - par Crazy Cavan & The Rhythm Rockers (1976), The Flying Saucers (1976), C.S.A (1978), Teddy and The Tigers (1979), Rockin' Lord Lee & The Outlaws (1988), Tony Vincent (1993), Badland Slingers (1999), The Shaking Silouets (1999), The TTs (2002), Rawhide (2004), King Drapes (2003), The Rockabilly Rebs (????), Hurricains (2007) (version "live")
- Almost 12 O'Clock - par Rock-Ola (1981)
- Big Blue Diamonds - par Jacky Ward (1971), Ernest Tubb (1972), Mel Street (1972), Jerry Lee Lewis (1973), Bobby Crown (1980), Dan Walser (1996), Lembo Allen (2004), Dennis Gilley (????)
- The Clown - par J. Frank Wilson (1969)
- Crazy Cat Corner -par Bill Peck (1998) [enregistrée en tant que nouvelle adaptation vocal intitulé The Night Elvis Missed The Boat]
- Fancy Dan - par Darrel Higham (1998), The Rocking Boys (2003), Eddie & The Flatheads (2003), Houserockers (2005)
- Gotta Lotta That -par Johnny Devlin (1958), Andy Lee & Tennessee Rain (2000), Rudy LaCrioux and the All-Stars (2001)
- I'll Never Be Lonely - par Eddie Clendening (2006)
- My Picture - par The Sprites (Original Drifters) (1962)
- Nervous - par Johnny Deviln (1959), Robert Gordon (1979), Lonestars (1981), Rock-Ola & The Freewheelers (2000)
- Reminisce Cafe - par Pete Moss (2004) [Enregistré au cours  "live" sur la radio sur KDWN-AM Radio, Las Vegas, NV "The Pete Moss Show"]
- Rockaboogie Shake - par Lennerockers (2002)
- School Of Rock 'n Roll - par Savage Kalman and The Explosion Rockets (1979), Red Hot Max And The Cats (1989), The Rhythm Rockets (1989), Johnny Reno (1990), The Lennerockers (1991), The Alphabets (1991), Mess Of Booze (1993), The Polecats (1994), The Vees (1995), The Blue Moon Rockers (1996), The Cornell Hurd Band (2002), Thierry LeCoz (2003), Rockin' Ryan and The Real Goners (2003), Lucky Strike Band (2003), Alan Leatherwood (2004), The Starlight Wranglers (2004), The Greyhounds (2004), Black Knights (2004), Rory Justice (2004), Big Sandy & his Fly-Rite Boys  (2005)  (version "live"), Mike Mok and The Em-Tones (2007) (version "live"),
  - Gene Vincent (1960s) - UNISSUED enregistrement privé. Selon une vue d'ensemble de Derek Henderson livre de 1998 de "A Gene Vincent Discographie" est une liste complète de A à Z des titres des chansons, il a enregistré - De biggies comme Say Mama, Rocky Road Blues et Wildcat à des enregistrements de chansons comme Stand By Me, Chain Gang et School of Rock 'n Roll.
- She Bops A Lot - par The Lightcrust Doughboys (2000)
- Straight Skirt - par The Diamonds (1958), Johnny Devlin (1958), Ronnie Dawson (1958),  The Sureshots (2005)
- Turnip Greens - par Darrel Higham & The Enforcers (1992)
- Twixteen - par Teddy and The Tigers (1979), Runnin' Wild (1997), Jimmy Velvit (2000) [Velva version enregistrée en tant que nouvelle adaptation vocal intitulé "Waiting for Elvis"]
- You Said You Loved Me - par Sid and Billy King (1988)

## Télévision, Cinéma et DVD
(incomplet)
- Hi-School High Lites Show - Dallas, TX 1956
- The Neal Jones Show - Dallas, TX 1956
- Joe Bill's Country Picnic - Dallas, TX 1957-'58
- Jerry Haynes' "Top Ten Dance Party" - Dallas, TX 1958
- The Larry Kane Show - Houston, TX 1958
- Ted Steele's Bandstand Show - New York City-1958
- The Milt Grant Show - Washington, DC 1958
- The Buddy Deane Show - Baltimore, MD 1958
- The Larry Kane Show - Houston, TX 1964
- Hi-Ho Shebang Show - Ft. Worth, TX 1965-'66
- Le Grand Échiquier - Paris, France 1981
- World Class Championship Wrestling (en) - Dallas, TX 1981 (voir anneau annonceurs)
- Warner-Amex TV Special Gene Summers 'Live' At Zebo's - 1983
- Backlot (Cinéma) - 1986
- No Safe Haven (Cinéma) - 1989
- Rob's Chop Shop (TV) - 1996
- Billy Martin - (Cinéma) - 2000
- Big Beat Generation Vol. 1 (DVD) - 2009 (Big Beat Records, France)

## Sources et références en français
- Gene Summers par Jean-Charles Smaine. Big Bear Magazine #97, Juin,  2006. (pages 36–38)
- Gene Summers entrevue par Jean Edgar Prato, Radio Galere, Marseille, France, le 29 décembre 2006

## Sources et références en anglais
- "100 Greatest Rock 'n Roll Records"
- ARSA Radio Surveys Archive 11/9/63
- "Texas Music" by Rick Koster
- Dallas Sportatorium (en)
- Catch That Rockabilly Fever by Sheree Homer (published by McFarland & Company, Inc) États-Unis 2009  (ISBN 9780786438419)
- Feature article 'Gene Summers Picked For Pakefield' in issue 58 of UK Rock Magazine, February 2009 Royaume-Uni
- Popular Music by Michael H. Gray (published by Bowker Publishing) États-Unis 1983  (ISBN 0-8352-1683-7)
- The Handbook of Texas Music by Roy R. Barkley and Cathy Brigham (published by Texas State Historical Association) États-Unis 2003 page 259
- The Mercury Labels: A Discography: The 1964-1969 Era by Michael Ruppli and Ed Novitsky États-Unis 1993 page 371
- A Dream Deferred By Matt Weitz, Dallas Observer, July 31-Aug. 6, 1997 Volume 752, pages 73–79 États-Unis
- Gene Summers Fan Club Bulletin, 1985 États-Unis
- Rockabilly: A Forty-Year Journey by Billy Poore (published by Hal Leonard) États-Unis 1998
- Legends Of Our Time (published by Escape Today Publishing États-Unis 2005)
- Texas Music by Rick Koster (published by St. Martin’s Press États-Unis 2000)
- The Sound of The City: The Rise Of Rock And Roll by Charlie Gillett (published by Da Capo Press États-Unis 1996)
- Race With The Devil by Susan Van Hecke (published by St. Martin’s Press États-Unis 2000)
- Go Cat Go by Craig Morrison (published by University Of Illinois Press États-Unis 1998)
- Sun Records: The Brief History of The Legendary Record Label by Colin Escott and Martin Hawkins (published by Quick Fox Books Royaume-Uni 1975/1980)
- Texas Rhythm Texas Rhyme by Larry Willoughby (published by Texas Monthly Press États-Unis 1984)
- Who’s Who In The South And Southwest (published by Marquis Who’s Who In America 1984-1985 Edition) États-Unis)
- Blood Will Tell: The Murder Trials Of T. Cullen Davis by Gary Cartwright (published by Pocket Books États-Unis 1978/1980)
- The International Who's Who in Popular Music 2002 by Andy Gregory (Published by Routledge États-Unis 2002)
- The Handbook Of Texas Online  (c)Texas State Historical Association  (published at The University Of Texas at Austin) 2007 États-Unis)
- Cover Versions Of The Songs Made Famous By Gene Summers School Of Rock 'n Roll 2007 États-Unis
- Texas Music Industry Directory (published by The Texas Music Office) Office of the Governor, Austin, Texas  États-Unis 2007
- Article and sessionography in issue #15  of New Kommotion Magazine 1977 Royaume-Uni
- Feature article with photo spread in issue 53 of Bill Griggs' Rockin' 50s Magazine, 2002 États-Unis
- Feature article with photo spread in issue 54 of Bill Griggs' Rockin' 50s Magazine, 2002 États-Unis
- Full Cover photo and article in issue 28 of UK Rock Magazine, 2006 Royaume-Uni

- (en) Cet article est partiellement ou en totalité issu de l’article de Wikipédia en anglais intitulé « Gene Summers » (voir la liste des auteurs).